# ヒルデ・スパーリング
ヒルデ・クラーヴィンケル・スパーリング（Hilde Krahwinkel Sperling, 1908年3月26日 - 1981年3月7日）は、ドイツ・エッセン出身の女子テニス選手。1935年から1937年にかけて、全仏選手権女子シングルスに3連覇を達成した名選手である。旧姓は「ヒルデ・クラーヴィンケル」（Hilde Krahwinkel）といったが、1934年にデンマーク人のスベン・スパーリング（Svend Sperling）と結婚した。

## 来歴
まだ独身選手の「ヒルデ・クラーヴィンケル」という名前だった頃、彼女は1931年のウィンブルドン女子シングルス決勝に初進出を果たし、そこで同じドイツのシリー・アウセムと顔を合わせ、文字通りテニス史上最初の「ドイツ人同士の決勝」を実現させた。第4シードのクラーヴィンケルは第1シードのアウセムに 2-6, 5-7 のストレートで敗れ、アウセムがドイツ人選手として最初のウィンブルドン優勝者になった。1933年のウィンブルドン混合ダブルスで、同じドイツのゴットフリート・フォン・クラムとペアを組んで優勝。1934年に結婚して「ヒルデ・クラーヴィンケル・スパーリング」と2つの姓を併用するようになる。
1935年から1937年にかけて、ヒルデ・クラーヴィンケル・スパーリングは全仏選手権に大会3連覇を達成したが、決勝では3年連続でフランスのシモーヌ・マチュー（1908年 - 1980年）を破って優勝した。全仏3連覇の期間中、スパーリングは1936年にウィンブルドンで5年ぶり2度目の決勝進出を果たしたが、今度はアメリカのヘレン・ジェイコブスに 2-6, 6-4, 5-7 で敗れ、2度目の準優勝に終わった。ウィンブルドンでは、ゴットフリート・フォン・クラムも男子シングルスで、1935年-1937年にかけて3年連続の準優勝に終わっている。引退後のスパーリングは夫とともにデンマークに住み、1981年3月7日に72歳で死去した。
ヒルデ・スパーリングは2013年に国際テニス殿堂入りを果たした。

## 4大大会成績
- 全仏選手権　女子シングルス：3勝（1935年-1937年、大会3連覇）
- ウィンブルドン選手権　混合ダブルス：1勝（1933年）／女子シングルス準優勝：2度（1931年・1936年）